# Distretto di Las Piedras
Il distretto di Las Piedras è uno dei quattro distretti della provincia di Tambopata, in Perù. Si trova nella regione di Madre de Dios e si estende su una superficie di 7.032,21 chilometri quadrati.
Istituito il 26 dicembre 1912, ha per capitale la città di Las Piedras.